# Jardin botanique de Rio de Janeiro
 (juillet 2021).
Si vous disposez d'ouvrages ou d'articles de référence ou si vous connaissez des sites web de qualité traitant du thème abordé ici, merci de compléter l'article en donnant les références utiles à sa vérifiabilité et en les liant à la section « Notes et références ».
Le jardin botanique de Rio de Janeiro (en portugais : Jardim Botânico do Rio de Janeiro) est un jardin botanique comprenant un institut de recherche localisé dans le quartier du Jardim Botânico, auquel il donne son nom, dans la zone sud de la ville de Rio de Janeiro, au Brésil. Il a été fondé le 13 juin 1808 par Jean VI de Portugal.  
C'est un des espaces verts les plus beaux et les mieux préservés de la ville, un exemple de diversité florale aussi bien brésilienne qu'étrangère. On peut observer environ 6500 espèces (dont certaines menacées d'extinction). 
Le jardin offre non seulement des monuments de valeurs historique, artistique et archéologique mais aussi une vaste bibliothèque spécialisée en botanique, avec plus de 32 000 volumes et le plus grand herbier du Brésil, avec environ 650 000 échantillons numérisés et disponibles au public sur son site Internet. 
Prévu à l'origine pour l'acclimatation des espèces telles que le muscadier, le poivre et le Cannelier de Ceylan importés des Caraïbes, le jardin ouvrit au public en 1822 et reste ouvert tous les jours, excepté le 25 décembre et le 1er janvier.

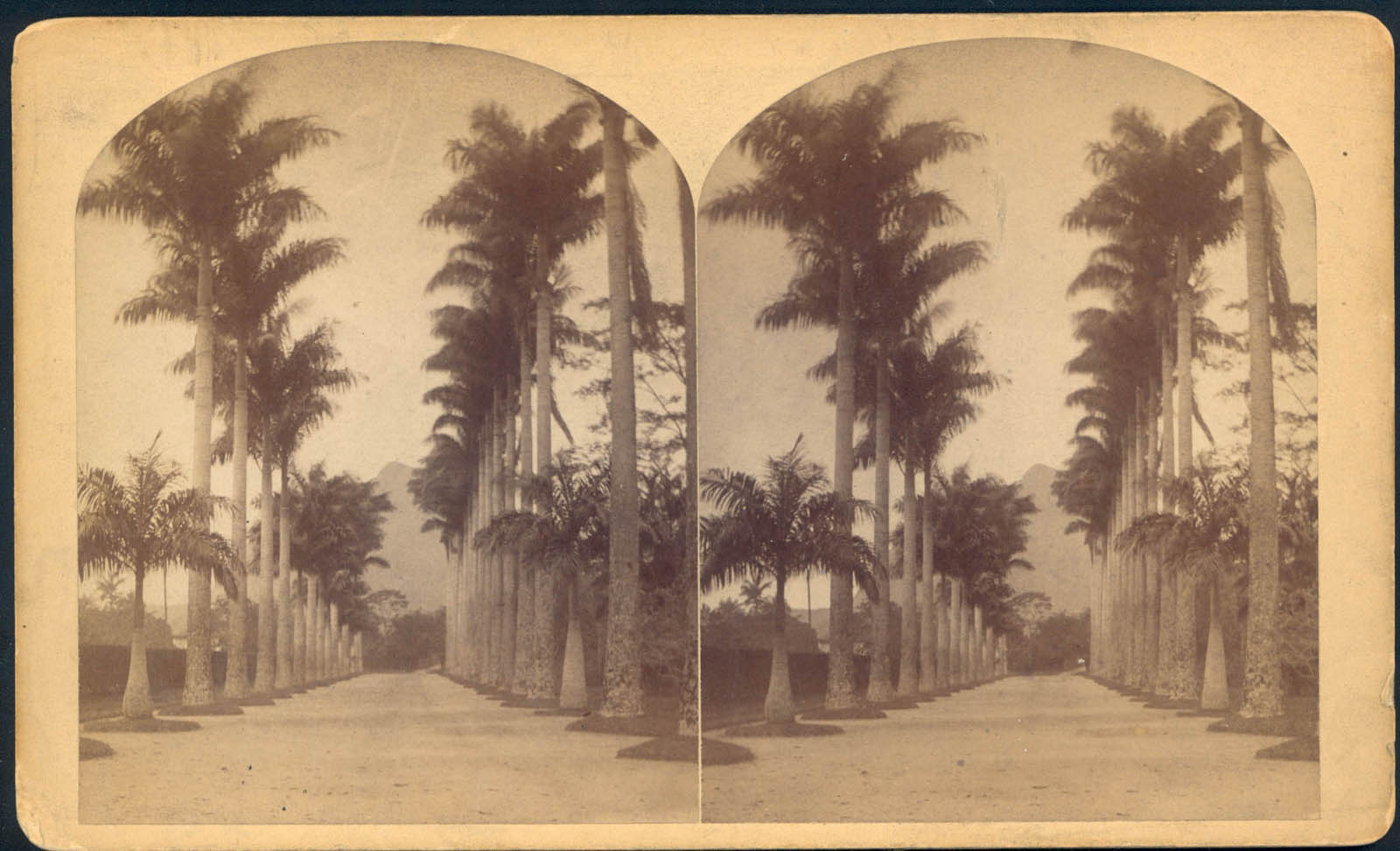
Graphique de William Bell's pris sur l'expédition du transit de Vénus en 1882